# Lasionycteris noctivagans
Lasionycteris noctivagans är en fladdermusart som först beskrevs av LeConte 1831.  Lasionycteris noctivagans är ensam i släktet Lasionycteris som ingår i familjen läderlappar. IUCN kategoriserar arten globalt som livskraftig. Inga underarter finns listade i Catalogue of Life.
Det vetenskapliga släktnamnet är sammansatt av de gammalgrekiska orden lasio (hårig) och nycteris (fladdermus). Artepitet är bildat av de latinska orden noctis (natt) och vagans (vandrare).

## Utseende
Arten blir 55 till 65 mm lång (huvud och bål), har en 38 till 50 mm lång svans och väger 6 till 14 g. Underarmarna är 37 till 44 mm långa. Pälsen består av mörkbruna till svarta hår med silverfärgade spetsar och därför ser fladdermusen silvergrå ut. Öronen är något bredare än långa.

## Utbredning och habitat
Denna fladdermus förekommer i Nordamerika. Utbredningsområdets norra gräns sträcker sig från sydöstra Alaska över centrala Kanada till Nova Scotia. I syd når arten nordöstra Mexiko. Populationen på Bermudas är kanske individer som övervintrar där. Lasionycteris noctivagans lever i olika habitat med träd.

## Ekologi
Arten vistas ofta nära floder eller mindre vattendrag. Individerna vilar under de varma årstiderna i trädens håligheter, i bladansamlingar, under lösa barkskivor, i bergssprickor, i tomma fågelbon eller i byggnader. Lasionycteris noctivagans lämnar gömstället tidig på kvällen vid fullt dagsljus för att dricka. Cirka tre till fyra timmar efter solnedgången jagar den efter olika insekter. Ibland finns en annan jakttid under natten ungefär två till fyra timmar senare. Arten flyger påfallande långsam med en hastighet på 4,8 till 5,0 m/s.
Under våren och hösten syns vanligen ett par eller en mindre flock tillsammans. Hos några populationer lever honorna under sommaren skilda från hanarna. Individer som lever i utbredningsområdets nordliga delar eller i bergstrakter flyger ofta söderut före vintern. Dessutom finns populationer som stannar och som håller vinterdvala i lämpliga grottor. Troligen sker parningen under hösten och sedan förvaras hanens sädesceller i honans könsdelar. Äggens befruktning äger under våren rum. Detta fortplantningssätt är känt från flera närbesläktade läderlappar.
Per kull föds vanligen två ungar. Ungarna väger vid födelsen cirka 2 g och de diar sin mor upp till 36 dagar. Efter cirka tre veckor kan de flyga. Könsmognaden infaller efter ungefär fem månader. Den äldsta kända individen levde 12 år.